# Sender Hasenkrug
Der Sender Hasenkrug ist eine Sendeanlage für Hörfunk und Fernsehen. Sie befindet sich auf der Gemarkung der Gemeinde Armstedt südlich von Hasenkrug. Als Antennenträger wird ein 182 Meter hoher abgespannter Stahlfachwerkmast verwendet.
Die von diesem Sender abgestrahlten Programme werden stark nach Südwesten gerichtet gesendet, um den Ballungsraum um Norderstedt zu erreichen und mit dem Regionalprogramm für Schleswig-Holstein zu versorgen.

## Frequenzen und Programme

### Analoger Hörfunk (UKW)
| Frequenz (MHz) | Programm         | RDS PS             | RDS PI                | Regionalisierung | ERP (kW) | Antennendiagramm rund (ND)/gerichtet (D) | Polarisation horizontal (H)/vertikal (V) |
| -------------- | ---------------- | ------------------ | --------------------- | ---------------- | -------- | ---------------------------------------- | ---------------------------------------- |
| 90,8           | NDR Info         | NDR_Info           | D384                  | –                | 1        | D (140–300°)                             | H                                        |
| 98,7           | N-Joy            | _N-JOY__           | D385                  | –                | 0,5      | D (160–270°)                             | H                                        |
| 106,4          | NDR 1 Welle Nord | NDR1_NOR, NDR_1_SH | D8E1 (regional), D3E1 | Norderstedt      | 20       | D (100–290°)                             | H                                        |

### Digitales Fernsehen (DVB-T)
| Kanal | Frequenz (MHz) | Multiplex                             | Programme im Multiplex | ERP (kW) | Antennen- diagramm rundum (ND)/ gerichtet (D) | Polarisation horizontal (H) / vertikal (V) | Modulations- verfahren | FEC | Guard- intervall | Bitrate (MBit/s) | SFN mit                                                                                         |
| ----- | -------------- | ------------------------------------- | --- | -------- | --------------------------------------------- | ------------------------------------------ | ---------------------- | --- | ---------------- | ---------------- | ----------------------------------------------------------------------------------------------- |
| 28    | 530 (UHF)      | ARD regional (NDR Schleswig-Holstein) | - NDR Fernsehen (Schleswig-Holstein) - WDR (Köln) / NDR (Niedersachsen) (zeitw.) - MDR (Sachsen-Anhalt) / NDR (MV) (zeitw.) - BR (Schwaben/Altbayern) / NDR (HH) (zeitw.) | 50       | ND                                            | H                                          | 16-QAM                 | 2/3 | 1/4              | 13,27            | Neumünster, Hamburg-Moorfleet, Wedel (Wittsmoor), Mölln, Lübeck-Berkenthin, Lübeck-Stockelsdorf |

### Analoges Fernsehen (PAL)
Vor der Umstellung auf DVB-T diente der Sendestandort weiterhin für analoges Fernsehen:
| Kanal | Frequenz (MHz) | Programm                         | ERP (kW) | Sendediagramm rund (ND)/ gerichtet (D) | Polarisation horizontal (H)/ vertikal (V) |
| ----- | -------------- | -------------------------------- | -------- | -------------------------------------- | ----------------------------------------- |
| 28    | 527,25         | NDR Fernsehen Schleswig-Holstein | 500      | D                                      | H                                         |